# Saje (priimek)
Saje je priimek več znanih Slovencev:
- Alenka Moder Saje (*1944), prevajalka
- Andrej Saje (*1966), novomeški škof
- Baldomir Saje (1909–1945), mornariški častnik, partizan
- Franc Saje (*1941), gradbenik
- Franček Saje (1921–1999), časnikar, politični zgodovinar (2. sv. vojne pri nas) in publicist
- Igor Saje (*1954), glasbenik kitarist, pedagog
- Janez Saje (1835–1917), šolnik
- Janko Saje (1937–1996), publicist
- Julij Saje (1906–1984), zdravnik
- Lili (Liana) Saje Wang, ilustratorka, grafična oblikovalka
- Maja Hakl Saje, zgodovinarka, kustosinja
- Marija Saje (1910–2009), profesorica francoščine
- Miran Saje (*1948), gradbenik, univerzitetni profesor
- Miro Saje (*1965), trobentač, godbenik (kapelnik/dirigent)
- Mitja Saje (*1947), sinolog, prevajalec, univerzitetni profesor
- Nejc Saje, fotograf, snemalec
- Peter Saje, častnik
- Pavel Saje, gradbenik